# Àbduh (nom)
Àbduh és un nom masculí teòfor àrab islàmic (àrab: عبده, ʿAbduh) que literalment significa ‘Servidor d'Ell' o ‘el Seu servidor’ essent tota l'expressió un epítet del profeta Muhàmmad. Si bé Àbduh és la transcripció normativa en català del nom en àrab clàssic, també se'l pot trobar transcrit Abduh, Abdouh, Abdu, Abdoh, Abdo, entre d'altres, normalment per influència de la pronunciació dialectal o seguint altres criteris de transliteració. Com a teòfor, també el duen musulmans no arabòfons que l'han adaptat a les característiques fòniques i gràfiques de la seva llengua.